# Cementazione (geologia)
La cementazione è uno dei meccanismi con cui si verifica la litificazione dei sedimenti e consistente nella precipitazione di sostanze, portate in soluzione, dalle acque circolanti, nei pori del sedimento.
Il processo di litificazione, ossia della trasformazione di un sedimento incoerente in uno coerente (duro), può verificarsi con azioni meccaniche (costipamento) e con azioni chimiche (la cementazione, per l'appunto).
Le azioni meccaniche consistono nella riduzione degli spazi vuoti, ossia dei pori, occupati generalmente da acqua o aria, per mezzo della compressione meccanica con conseguente riduzione del volume.
Le reazioni chimiche determinano un'ulteriore riduzione del volume in quanto le acque interstiziali, ossia le acque contenute nei pori, determinano la precipitazione delle sostanze contenute nei pori del sedimento.

## Meccanismi
- Precipitazione chimica di nuovi minerali che occupano in tal modo gli spazi tra i granuli detritici, formando il cemento chimico della roccia, ossia il materiale che, nella roccia sedimentaria, lega la matrice granulare.
- Accrescimento o ricristallizzazione di minerali preesistenti, che si saldano fra loro.
- Metasomatismo diagenetico, ossia trasformazione di mineralogiche per apporto di sostanze chimiche; per es., trasformazione di calcite, CaCO3, in dolomite, CaMg(CO3)2, per apporto di Magnesio (Mg) dall'acqua intrappolata nel sedimento, come si verifica nel calcare a grana fine con i coralli
- Dissoluzione dei minerali instabili